# 11214 Ruhisayana
11214 Ruhisayana è un asteroide della fascia principale. Scoperto nel 1999, presenta un'orbita caratterizzata da un semiasse maggiore pari a 2,3545499 au e da un'eccentricità di 0,1615961, inclinata di 10,27984° rispetto all'eclittica.